# Dorfkirche Hohengöhren

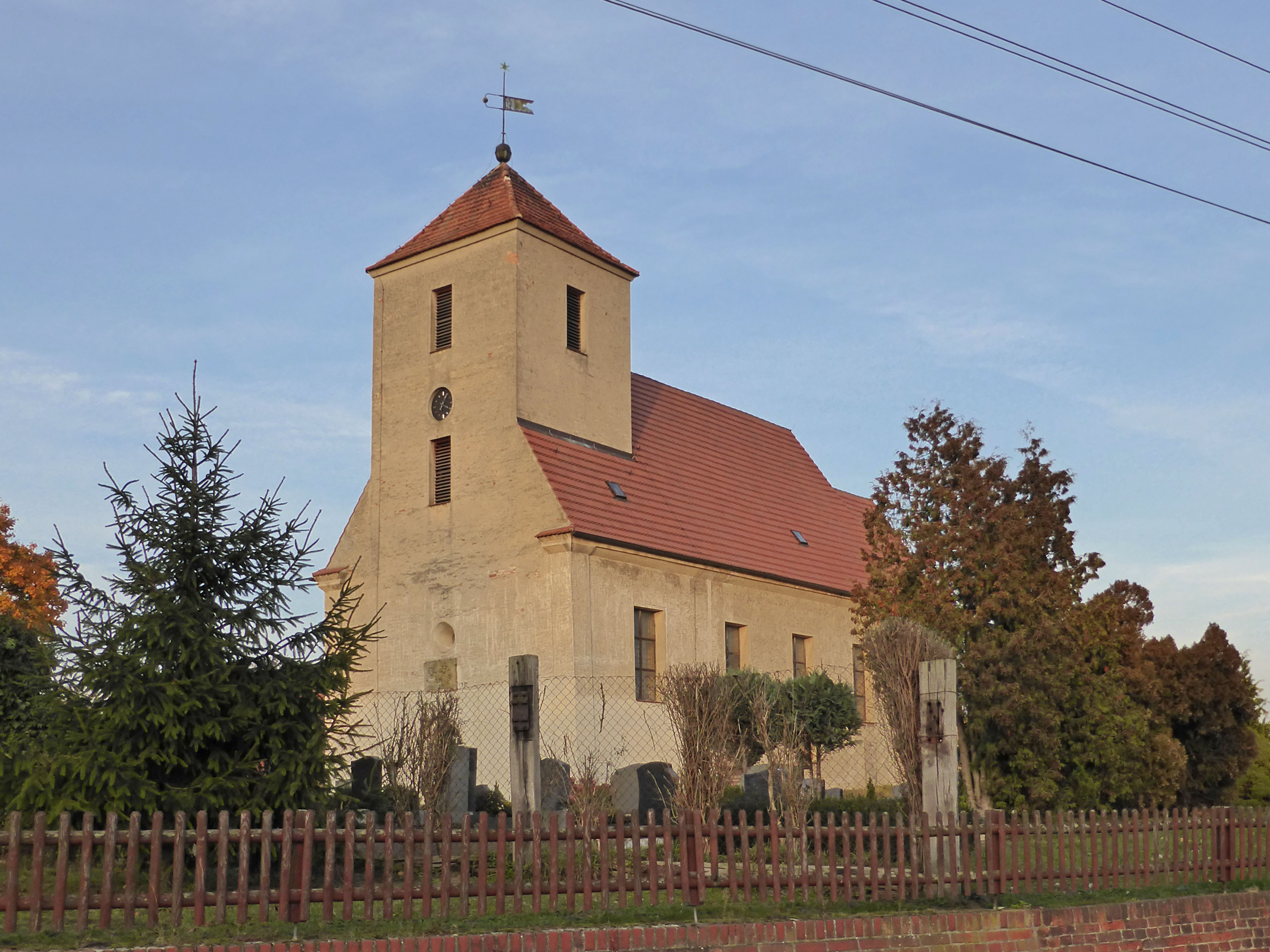
Dorfkirche Hohengöhren

Die evangelische Dorfkirche Hohengöhren ist eine im Kern romanische Saalkirche im Ortsteil Hohengöhren von Schönhausen (Elbe) im Landkreis Stendal in Sachsen-Anhalt. Sie gehört zur Kirchengemeinde Schönhausen im Kirchenkreis Stendal der Evangelischen Kirche in Mitteldeutschland.

## Geschichte und Architektur
Die Kirche war nach einer ersten urkundlichen Erwähnung 1337 im Besitz des Domstifts von Havelberg, 1385 ist eine Patronatsherrschaft derer von Möllendorf bezeugt.
Das äußerlich unscheinbare Bauwerk ist im Kern ein stattliches Backsteinbauwerk des frühen 13. Jahrhunderts, eine vollständige Anlage bestehend aus Westturm, gestrecktem Schiff, eingezogenem Chor und einer halbkreisförmigen Apsis. Vom Ursprungsbauwerk ist nur die Apsis im alten Zustand erhalten, die nachträglich durch Strebepfeiler abgestützt wurde. Sie ist mit konsolengetragenem Rautenfries und Deutschem Band abgeschlossen, das rundbogige Mittelfenster ist in der Vermauerung erkennbar. Chor und Schiff wurden barock verändert und verputzt sowie mit großen hochrechteckigen Fenstern versehen. Über dem Westportal ist ein Wappenschild mit dem Stifterwappen von Oberst Friedrich Christof von Möllendorf und Landrat Johann Christoff von Möllendorf mit der Jahreszahl 1732 angebracht, das an die Errichtung des Westturms in Fachwerk erinnert. Der Turm wurde 1965 massiv erneuert. Das Innere ist durch den barocken Umbau bestimmt. Ein korbbogiger Chorbogen gliedert den Raum, im Schiff sind eine Stuckdecke auf einer Voute und eine Westempore angebracht, der Chor ist mit Kreuzgratgewölbe abgeschlossen. An den Längsseiten des Schiffs sind doppelte Holzsäulen mit korinthischen Kapitellen aufgestellt. Eine Innenausmalung erfolgte in den Jahren 1911–1914 durch den Kunstmaler Fritz Braue aus Halle.

## Ausstattung
An der Nordseite des Chores sind ein gemauertes mittelalterliches Sakramentshaus und ein dreiteiliger Priecheneinbau zu finden, der durch toskanische Säulen gegliedert ist, über der Flachdecke sind voluminöse Voluten angeordnet, darüber eine reiche dreiachsige Patronatsloge mit Pilastergliederung und originalen Fenstern vom Anfang des 18. Jahrhunderts.
Das Hauptstück der Ausstattung ist ein zweigeschossiger hölzerner Altaraufsatz aus der Zeit um 1732, der im Hauptfeld ein Abendmahlsgemälde zwischen gedrehten Säulen zeigt, das Ende der 1980er Jahre wieder eingesetzt wurde. Im Auszug ist eine von Säulen gerahmte Kreuzigung dargestellt, darüber befindet sich eine Skulptur von Christus mit der Siegesfahne. Von den vier Wappen im Akanthusschleierwerk sind die beiden linken die gleichen wie über dem Westportal. Auf der Rückseite des Retabels ist ein Brett mit der Inschrift „Renovatum et Decoratum AD 1772“ zu finden. Die Kanzel ist ebenfalls sehr reich gestaltet und am Türblatt des Aufgangs auf das Jahr 1697 datiert, Der polygonale Kanzelkorb ist mit Engelsköpfen verziert und wird von Putten getragen. Die Kanzelrückwand zeigt ein ovales Gemälde mit Christus als Salvator mundi, unter dem Schalldeckel ist die Taube des Heiligen Geistes dargestellt, auf dem Schalldeckel das von Möllendorfsche Wappen und drei Tugendallegorien: Glaube, Liebe und Hoffnung. Unter dem Chorbogen ist ein schwebender Taufengel angebracht. Der fünfachsige Orgelprospekt ist mit zwei gemalten Wappen verziert. Ein hölzernes Epitaph erinnert an Heinrich Burchard von Möllendorf († 1718); es wurde von seiner Witwe Elisabeth von Dieskau gestiftet und zeigt ein ovales Brustbild des Verstorbenen mit sechzehnteiliger Ahnenprobe auf einem obeliskartigen Aufbau, im Auszug Wappenschilde, im Unterhang Putti, die ein Inschrifttuch halten.
Im Turmunterbau ist nördlich ein Sandsteinepitaph eines Gerüsteten mit den Wappen derer von Möllendorf und von Treskow aufgestellt, südlich ein Sandsteinrelief mit einer Allegorie der Ewigkeit von 1914.
Im Turm hängen zwei Bronzeglocken, deren eine von 1694 stammt.